# Banda de Música de Maó
La Banda de Música de Maó és una orquestra creada l'any 2008 a partir de l'assignatura de banda de l'Escola Municipal de Música i de la implantació a l'escola dels instruments que conformen una agrupació musical. Forma part de l'Associació Musical de Maó. El 16 de març de 2018 van celebrar els seus primers deu anys amb un gran concert de gala al Teatre Principal. El primer director va ser Tolo Mercadal, entre 2008 i 2009, succeït per Miquel Llario Lloret des de 2009. Disposa de finançament per un conveni entre ajuntament i l'associació impulsora, i des de 2019 assaja en una nau condicionada en el polígon industrial de Maó.
Té la seu al número 45 del carrer sant Josep.